# Гражданские партнёрства в Греции
Гражданские партнёрства в Греции (греч. σύμφωνο συμβίωσης) были легализованы в 2008 году первоначально лишь для разнополых пар. В декабре 2015 года парламент страны принял решение распространить законодательство о гражданских союзах также и на однополые пары. Закон не разрешает партнёрам совместного усыновления детей, однако предоставляет некоторые права, связанные с имуществом и наследством, в частности даёт право наследования субсидий и пенсионных обязательств и налоговые льготы.
Разнополые пары имели возможность заключения гражданских союзов, являющихся облегчённой альтернативой браку, уже с 2008 года. В 2013 году Европейский суд по правам человека объявил такую практику дискриминацией и призвал Грецию легализовать в стране также и однополые союзы
22 декабря 2015 года после многочасовых дебатов парламентом Греции был принят закон о предоставлении однополым парам права заключения гражданских союзов. Законопроект поддержали две трети парламентариев (194 голосов «за» и 55 — «против»). За распространение института гражданских партнёрств на однополые пары проголосовали члены правящей Коалиции радикальных левых (СИРИЗА), а также оппозиционных партий ПАСОК, «Река» и Союз центристов; против — «Независимые греки» и «Золотая заря». Члены партии «Новая демократия» разделились во мнениях. Никос Параскевопулос, министр юстиции в кабинете Ципраса, объявил, что ведётся изучение возможности усыновления детей однополыми парами в будущем.
Первый однополый союз в стране был заключён 25 января 2016 года в Афинах. Документ подписал мэр Афин Йоргос Каминис. Таким образом, Греция стала первой православной страной, в которой был официально заключён однополый союз.
9 ноября 2016 года правительство представило закон, уравнивающий гражданские партнёрства с браками во многих сферах. Закон был одобрен парламентом 2 декабря и подписан президентом 8 декабря 2016 года.
| Год  | Однополые союзы | Однополые союзы | Однополые союзы | Разнополые союзы | Всего союзов | % однополых союзов |
| Год  | Женские         | Мужские         | Всего           | Разнополые союзы | Всего союзов | % однополых союзов |
| ---- | --------------- | --------------- | --------------- | ---------------- | ------------ | ------------------ |
| 2016 | 50              | 167             | 217             | 3579             | 3796         | 5,72 %             |
| 2017 | 40              | 94              | 134             | 4787             | 4921         | 2,72 %             |
| 2018 | 55              | 231             | 286             | 6083             | 6369         | 4,49 %             |

15 февраля 2024 года парламент Греции одобрил законопроект об однополых браках.

## Общественное мнение
Опрос Focus Bari, проведённый в мае 2015 года, показал, что 70 % греков согласны с тем, что гражданские партнёрства следует распространять на однополые пары. Тот же опрос также обнаружил, что большинство поддерживает однополые браки: 56 % за и 35 % против.
Последний опрос, проведённый DiaNeosis в декабре 2016 года, показал, что 50 % греков поддерживают однополые браки, а 26 % — усыновление однополыми парами.
Eurobarometer в 2019 году утверждал, что 39 % греков убеждены в том, что однополые браки должны быть разрешены по всей Европе, 56 % были против. Тот же опрос показал, что 64 % респондентов поддерживают утверждение «Геи, лесбиянки и бисексуалы должны иметь те же права, что и гетеросексуалы», тогда как 32 % не согласны с этим. Эти цифры увеличились на 6 % и 2 %, соответственно, по сравнению с опросом Eurobarometer 2015 года.